# Pieris (planta)
Pieris es un género con 5 especies aceptadas de plantas fanerógamas pertenecientes a la familia Ericaceae. Son naturales de las regiones templadas y árticas del hemisferio norte.

## Descripción
Son pequeños arbustos con una roseta de simples hojas ovadas. Con tallos de flores de color crema o rosadas que se producen en racimos.

## Taxonomía
El género  fue descrito por David Don y publicado en Edinburgh New Philosophical Journal 17(33): 159. 1834. La especie tipo es: Pieris formosa (Wallich) D.Don

## Especies aceptadas
A continuación se brinda un listado de las especies del género Pieris (planta) aceptadas hasta febrero de 2014, ordenadas alfabéticamente. Para cada una se indica el nombre binomial seguido del autor, abreviado según las convenciones y usos.
- Pieris cubensis (Grisebach) Small. Cuba.
- Pieris floribunda (Pursh ex Simms) Benth. & Hook. este de EE. UU..
- Pieris formosa (Wallich) D.Don –  Himalaya, China (Yunnan), Birmania.
- Pieris japonica (Thunb.) D.Don ex G.Don – Este de  China, Japón, Taiwán.
- Pieris swinhoei Hemsley - Sur de China (Fujian, Guangdong).